# Settara
Settara là một đô thị thuộc tỉnh Jijel, Algérie. Dân số thời điểm năm 2002 là 13.748 người.